# Joseph Harvey Waggoner
Joseph Harvey Waggoner (* 29. Juli 1820 in Pittston, Pennsylvania; † 17. April 1889 in Basel) war ein amerikanischer Herausgeber, Autor und Gesundheitsreformer.

## Leben und Werk

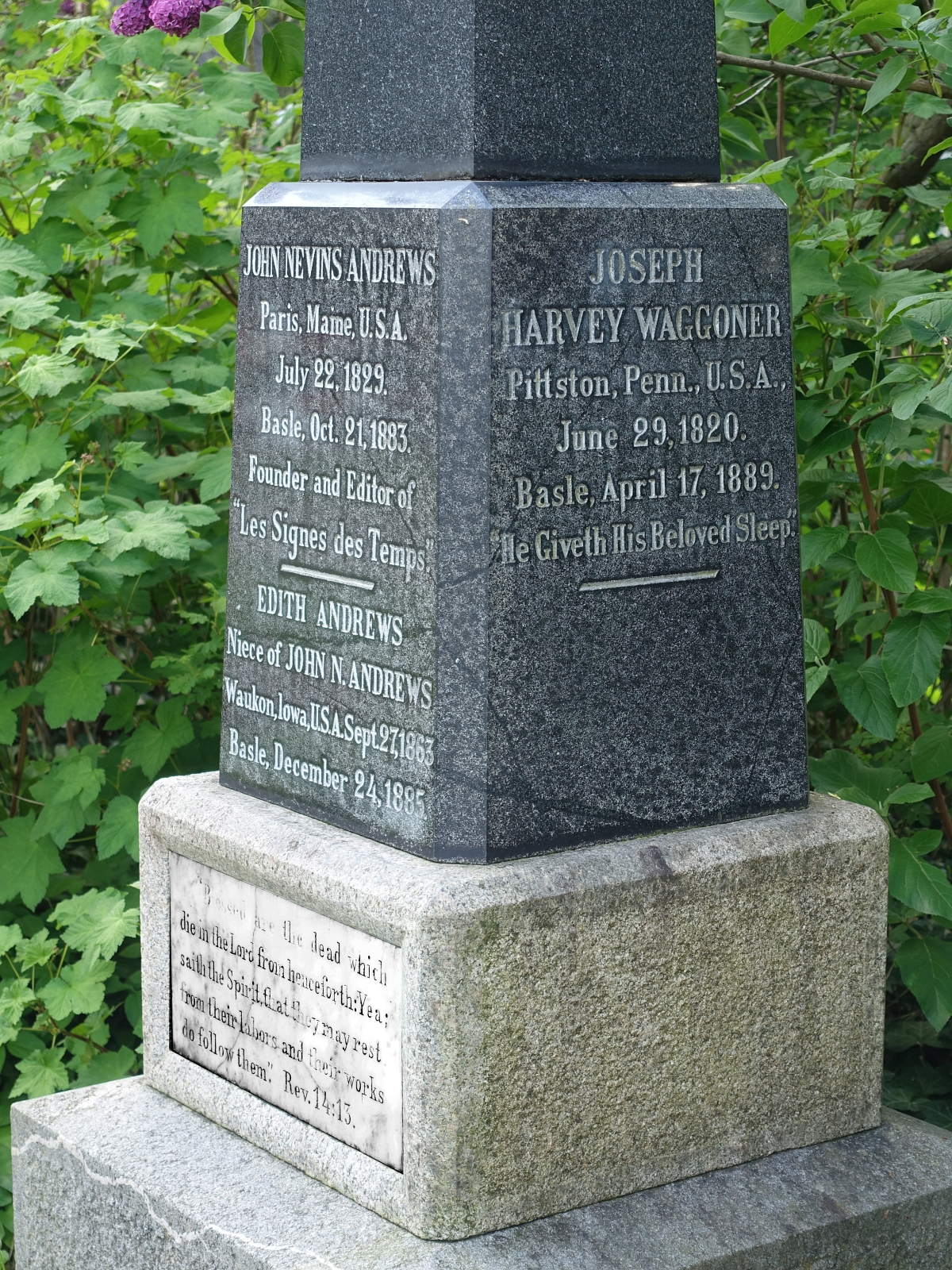
Grab auf dem Wolfgottesacker, Basel

Joseph Harvey Waggoner erlernte als Jugendlicher in Pennsylvania und Illinois das Verlagswesen und wurden in der Folge in redaktionellen Funktionen eingesetzt. Als Nachfolger von James White und als Herausgeber der Western Signs of the Times war er zudem der erste Herausgeber des Pacific Health Journal und des American Sentinel (einer Zeitschrift für Religionsfreiheit).
Joseph Harvey Waggoner war ein Pionier in der Gesundheitsreformbewegung. Er konnte Griechisch und Hebräisch. Er war ein überzeugter Verfechter der Religionsfreiheit und der strengen Trennung von Kirche und Staat. 1852 konvertierte Joseph Harvey Waggoner zum Sabbatarischen Adventismus (STA). Er war Autor von Büchern wie Das Reich Gottes und Die Übel der religiösen Gesetzgebung.
Joseph Harvey Waggoner fand seine letzte Ruhestätte im Grab von John Nevins Andrews und dessen Frau Edith Andrews (1863–1885), auf dem Wolfgottesacker in Basel.